# Jeffersonmonumentet

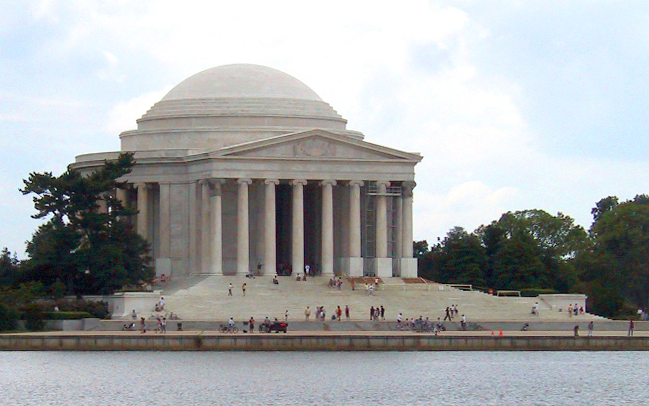
Jeffersonmonumentet

Jeffersonmonumentet är en tempelliknande byggnad i Washington D.C., USA, uppförd för att hedra landets tredje president Thomas Jefferson, huvudförfattaren till USA:s självständighetsförklaring, en central intellektuell kraft bakom den amerikanska revolutionen och grundare av det demokratiskt-republikanska partiet. Byggandet påbörjades under 1930-talet och monumentet stod klart 1943, lagom till 200-årsjubileet av Jeffersons födelse.

## Historik
Minnesmärket innehåller flera citat från Jefferson avsedda att fånga hans ideologi och filosofi, känd som Jeffersonian demokrati, som var starkt stödjande av amerikansk republikanism, individuella rättigheter, religionsfrihet, staters rättigheter, dygd och prioriterade och värderade vad han såg som den undervärderade oberoende Yeoman. Jefferson var samtidigt djupt skeptisk till städer och finansiärer och fientlig mot aristokrati, elitism och korruption. Han anses allmänt bland de mest inflytelserika politiska personerna i sin tidsålder och en av de mest följdriktiga intellektuella krafterna bakom den amerikanska revolutionen.

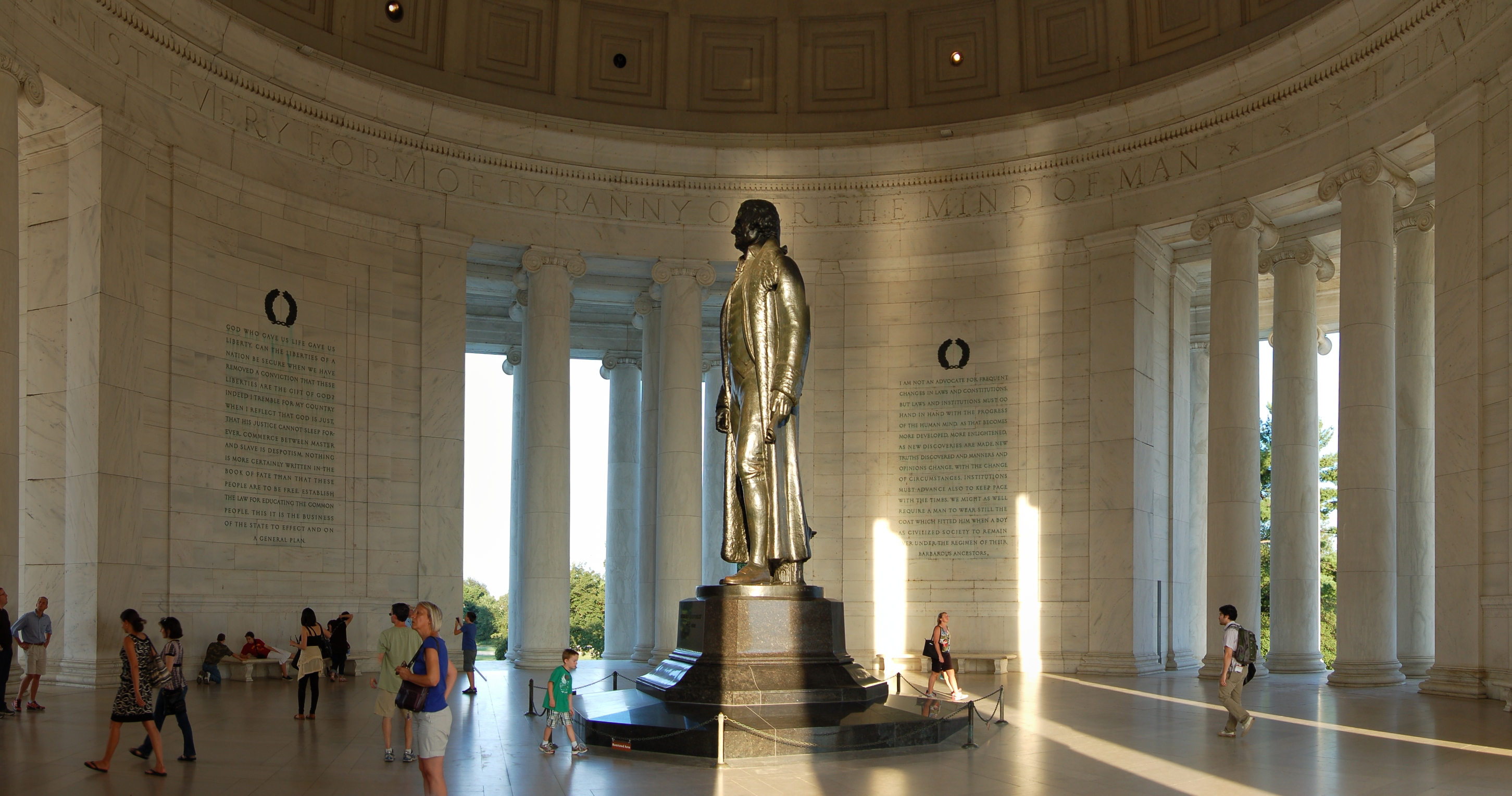
Interiör i Jefferson Memorial

Jefferson Memorial är byggt i nyklassicistisk stil och ligger i West Potomac Park på stranden av Potomac River. Det utformades av John Russell Pope, en New York City-arkitekt, och byggdes av Philadelphiaentreprenören John McShain. Byggandet av den började 1939 och slutfördes 1943, även om bronsstatyn av Jefferson inte färdigställdes och sattes in förrän fyra år efter dess invigning och öppnande, 1947. Pope gjorde jämförelse med det romerska Pantheon, vars upphovsman var Apollodoros från Damaskus, och till Jeffersons egen design av rotunda vid University of Virginia som inspiration för minnesmärkets estetik.
Jefferson Memorial och Vita huset bildar ankarpunkter till National Mall i Washington, DC. Washington Monument, som ursprungligen var tänkt att byggas i knutpunkten mellan Vita huset och Jefferson Memorials plats, byggdes slutligen längre österut eftersom marken vid den ursprungliga platsen ansågs vara för mjuk och sumpig.
Jefferson Memorial är ett utsett nationellt minnesmärke och förvaltas av National Park Service vid det amerikanska inrikesdepartementets National Mall and Memorial Parks division. År 1966 namngavs Jefferson Memorial till National Register of Historic Places. År 2007 rankades det på fjärde plats i "listan över Amerikas favoritarkitektur ", publicerad av American Institute of Architects.

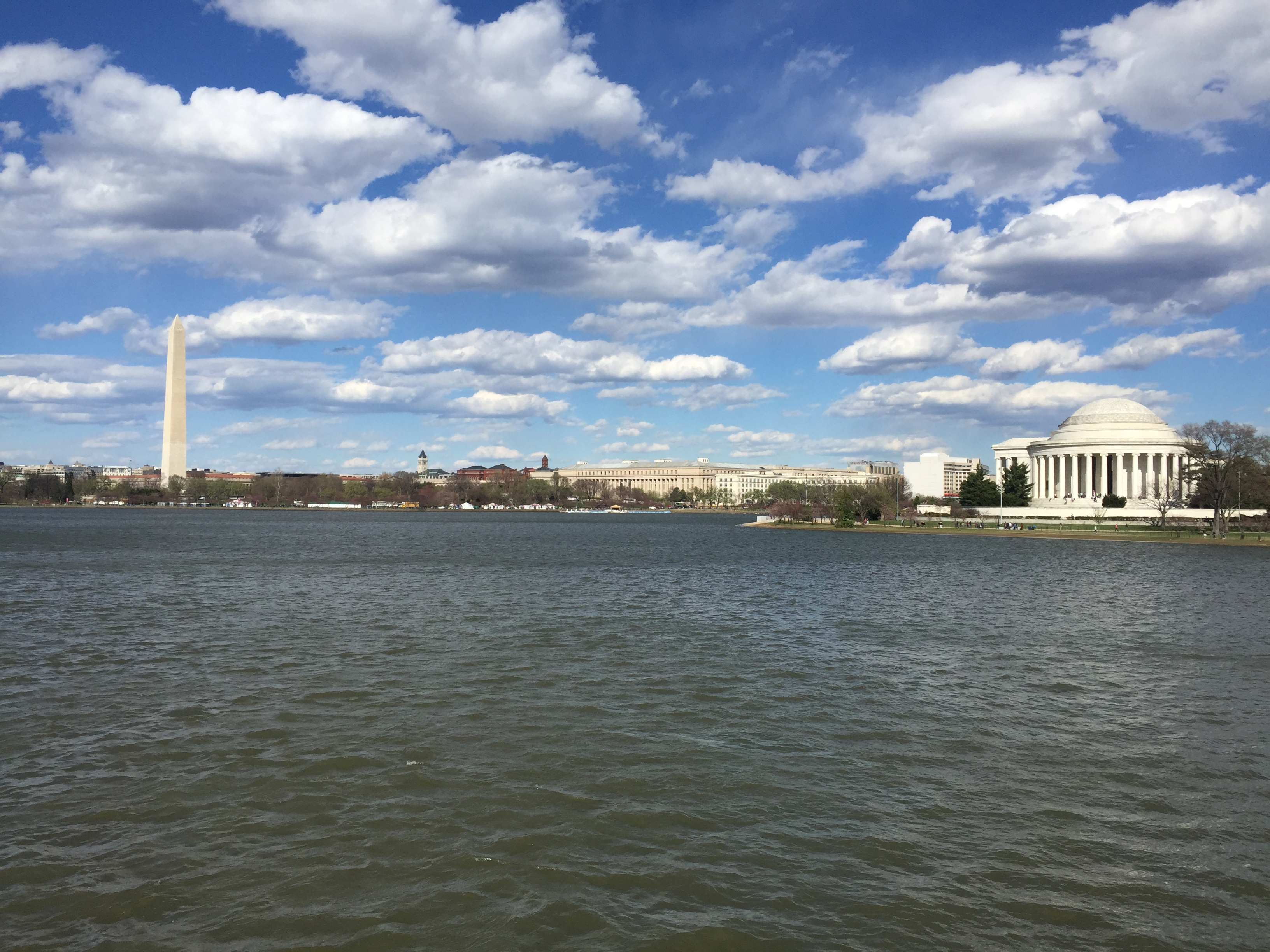
Washington Monument

Monumentet ligger i West Potomac Park i Washington, DC, på stranden av Potomac Rivers Tidal Basin. Parken förstärks med den samlade planteringen av japanska körsbärsträd, som föregick minnesmärkets byggnation och var en gåva 1912 från folket i Japan.
Även om Jefferson Memorial är geografiskt avlägset från andra byggnader och monument i Washington, DC, National Mall och Washington Metro, är minnesmärket värd för många evenemang och ceremonier varje år, som minnesstunder, Easter Sunrise Service och den årliga National Cherry Blossom Festival, och rankas varje år högt bland besöksmål i staden.